# Carl Mattsson (ishockeyspelare)
Carl Oscar Mattsson, född 30 september 1999 i Gammelstaden utanför Luleå, är en svensk professionell ishockeyspelare som spelar för Vasa Sport. Hans moderklubb är Sunderby SK.

## Meriter
- SM-silver 2022